# Saqueo de Agde
El saqueo de Agde, en febrero de 1286, fue uno de los últimos combates de la Cruzada contra la Corona de Aragón, en la que los aragoneses saquearon la ciudad francesa de Agde (hoy departamento de Hérault).

## Antecedentes
El papa Martín IV, que había sucedido a Clemente IV,  declaró al rey Pedro III de Aragón privado de sus reinos, y dio la investidura del Reino de Sicilia a Carlos de Anjou.
Los franceses ocuparon el Valle de Arán y al año siguiente lo intentaron con las tropas que tenían en el reino de Navarra, pero en el contraataque aragonés de 1284 sitiaron Tudela. En 1285 los franceses entraron por el territorio rosellonés de Jaime II de Mallorca con un ejército de 100.000 infantes, 16.000 caballeros y 17.000 ballesteros comandado por el propio Felipe III de Francia, y acamparon en Elna y Perpiñán, cruzando por el paso de la Massana en junio. Los catalanes aplicaron la tierra quemada, y los franceses entraron en Castellón de Ampurias, Gerona, Figueras, Rosas, San Feliu de Guíxols y Blanes, y Perelada fue destruida sin conseguir rendirla.
La escuadra aragonesa, proveniente de Sicilia al mando de Roger de Lauria, derrotó a la flota francesa en la batalla de Formigues, recuperando el territorio del norte. En ese momento la disentería se extendió entre los franceses, que rodeados, sin abastecimientos y enfermos, tuvieron que retirarse, siendo derrotados en la batalla del collado de los Panissars. Incapaces de mantenerlas por falta de suministros, los franceses rindieron todas las villas que aún tenían en el Ampurdán y Gerona, pero los franceses aún controlaban el Rosellón. Pedro el Grande envió una flota contra su hermano Jaime II de Mallorca, al que le confiscó el reino, pero murió pocos días después en Vilafranca.
Roger de Lauria atacó el Languedoc en febrero de 1286, como venganza por la invasión que los franceses hicieron en Cataluña unos meses antes, llegando con una flota de galeras hasta las playas de Valras, que fue saqueada y quemada, y remontar a pie con dos mil almogávares el río Orb hasta llegar a Sérignan, donde derrotaron a los franceses de Béziers.

## La batalla
El almirante dividió el ejército en dos cuerpos: el primero con la mitad de la caballería y los almogávares, que atacó y saqueó Vías: y el segundo, con el resto del ejército, con las galeras y los marineros se dirigió a Agde, que también fue saqueada, junto con las villas de la zona durante cuatro días.

## Consecuencias
Roger de Lauria se dirigió a Aguas Muertas, Leucate y Narbona, y en las tres ciudades capturó numerosas galeras, otros buques y bienes diversos que fueron enviadas a Barcelona. Después de atacar Narbona, el almirante se dirigió a Barcelona para rendir homenaje a Pedro el Grande y entregarle los botines. 